# ヤホール・マイストロウ
ヤホール・マイストロウ（ベラルーシ語: Ягор Майстроў、ロシア語: Егор Майстров、英語: Yahor Maistrou,Egor Maistrovなど。1988年2月14日 - ）は、ベラルーシ出身の男性アイスダンス選手。パートナーはクセニヤ・シュミリナ、アレクサンドラ・マクシモワ。

## 表記
ラテン文字表記は多様で、姓は Egor , 名は Maistrov などがある。後年ほど Yahor Maistrou で書かれたものが多い。

## 経歴
1988年ミンスクに生まれ、1997年からスケートを始める。同じミンスク出身のアレクサンドラ・マクシモワと組み2006-07年シーズンからISUジュニアグランプリに参戦。ベラルーシ2番手のカップルとなり翌シーズンには世界ジュニアフィギュアスケート選手権にも出場するが、このシーズンをもってカップルを解散しあらたにロシアのクセニヤ・シュミリナとカップルを組む。
2007年11月にパートナーのシュミリナと結婚。またベラルーシのトップアイスダンスカップルとして翌シーズンまで世界フィギュアスケート選手権やヨーロッパフィギュアスケート選手権に出場した。2008-09年シーズン後に競技引退、ショースケーターに転進した。

## 主な戦績
- 2007-08年シーズンまではクセニヤ・シュミリナとのカップル
- 2006-07年シーズンまではアレクサンドラ・マクシモワとのカップル

| 大会/年                 | 2006-07 | 2007-08 | 2008-09 |
| ----------------------- | ------- | ------- | ------- |
| 世界選手権              |         | 28      | 30      |
| ヨーロッパ選手権        |         | 22      | 23      |
| NRW杯                   |         |         | 8       |
| 世界Jr.選手権           | 26      |         |         |
| JGPミエルクレア＝チウク | 14      |         |         |
| JGPクールシュヴェル     | 14      |         |         |
| ロマン記念              | 8 J     |         |         |
| ゴールデンリンクス      | 9 J     |         |         |

### 詳細
| 2008-2009 シーズン     |                                                        |          |          |          |           |
| 開催日                 | 大会名                                                 | CD       | OD       | FD       | 結果      |
| 2009年3月24日-27日     | 2009年世界フィギュアスケート選手権（ロサンゼルス）     | 30 17.96 | 29 33.93 | -        | 30        |
| 2009年1月20日-25日     | 2009年ヨーロッパフィギュアスケート選手権（ヘルシンキ） | 25 20.91 | 24 34.38 | 23 55.56 | 23 110.85 |
| 2008年10月31日-11月2日 | 2008年NRW杯（ドルトムント）                            | 4 23.21  | 4 39.73  | 5 51.25  | 4 114.19  |

| 2007-2008 シーズン |                                                      |          |          |          |           |
| 開催日             | 大会名                                               | CD       | OD       | FD       | 結果      |
| 2008年3月17日-23日 | 2008年世界フィギュアスケート選手権（ヨーテボリ）     | 29 18.87 | 26 40.50 | -        | 28        |
| 2008年1月21日-27日 | 2008年ヨーロッパフィギュアスケート選手権（ザグレブ） | 23 20.25 | 22 35.36 | 22 61.02 | 22 116.63 |

| 2006-2007 シーズン   |                                                                    |          |          |          |           |
| 開催日               | 大会名                                                             | CD       | OD       | FD       | 結果      |
| 2007年2月26日-3月4日 | 2007年世界ジュニアフィギュアスケート選手権（オーベルストドルフ）   | 26 20.33 | 27 27.14 | -        | 26        |
| 2006年10月17日-19日  | 2007年パベルロマンメモリアル ジュニアクラス（オロモウツ）          | 7 24.11  | 10 35.26 | 9 51.73  | 8 111.10  |
| 2006年10月13日-15日  | 2006年ゴールデンリンクス ジュニアクラス（ホメリ）                  | 5 26.00  | 10 34.09 | 8 50.92  | 9 111.01  |
| 2006年9月21日-24日   | ISUジュニアグランプリ ミエルクレア＝チウク（ミエルクレア＝チュク） | 14 22.71 | 14 32.23 | 14 45.33 | 14 100.27 |
| 2006年8月24日-27日   | ISUジュニアグランプリ クールシュヴェル（クールシュヴェル）         | 14 22.93 | 14 33.09 | 14 49.74 | 14 105.76 |